# Molophilus (Molophilus) karta
Molophilus (Molophilus) karta is een tweevleugelige uit de familie steltmuggen (Limoniidae). De soort komt voor in het Australaziatisch gebied.